# Die Nacht der verrückten Abenteuer
Die Nacht der verrückten Abenteuer (Originaltitel: Adventures in Babysitting) ist ein US-amerikanischer Fernsehfilm von John Schultz aus dem Jahr 2016. Die Hauptrollen haben Sabrina Carpenter und Sofia Carson inne. Der Film ist eine Neuverfilmung von Die Nacht der Abenteuer aus dem Jahr 1987. Er ist der insgesamt 100. Disney-Channel-Original-Movie.

## Handlung
Jenny Parker und Lola Perez können nicht unterschiedlicher sein: Während Jenny streng und durchorganisiert ist, rebelliert Lola. Durch einen Zufall vertauschen die beiden ihre Handys und bekommen somit beide den Babysitter-Job bei der Familie Cooper. Gezwungenermaßen müssen sie sich zusammentun. Als einer der Sprösslinge verschwindet, machen sie sich gemeinsam mit den restlichen Kindern auf die Suche und geraten dabei von einer Katastrophe in die nächste, ohne zu ahnen, dass wilde Verfolgungsjagden und ein improvisiertes Rap Battle auf sie warten.

## Produktion
Bereits 2007 wurde an einem Remake von Die Nacht der Abenteuer gearbeitet. Damals wurde Raven-Symoné die Hauptrolle angeboten, jedoch lehnte sie die Rolle aufgrund eines anderen Projektes ab. 2009 wurde eine Hauptrolle Miley Cyrus angeboten, aber auch Cyrus lehnte ab. Das Projekt wurde auf Eis gelegt und erst im Januar 2015 kündigte der Disney Channel die Neuverfilmung erneut an. Die Hauptrollen konnten sich Sabrina Carpenter und Sofia Carson sichern, die beide schon in verschiedenen Disney-Channel-Produktionen zu sehen waren. Für das Schreiben des Drehbuchs wurde Tiffany Paulsen engagiert.
Gedreht wurde der Film vom 2. März bis zum 18. April 2015 im kanadischen Vancouver. Der erste Teaser-Trailer wurde im Anschluss an die Premiere des Disney-Channel-Original-Movies Überraschend unsichtbar, in dem Carpenters Schauspielkollegin Rowan Blanchard eine der Hauptrollen spielt, gezeigt. Der erste Trailer feierte während einer Folge der Fernsehserie Das Leben und Riley Premiere.
Für den Film nahmen die beiden Hauptdarstellerinnen, Sabrina Carpenter und Sofia Carson, gemeinsam das Lied Wildside auf, das am 20. Mai 2016 erschien. Wenige Tage später wurde das dazugehörige Lyrics-Musikvideo veröffentlicht.

## Veröffentlichung
Die Erstausstrahlung auf dem US-amerikanischen Disney Channel am 24. Juni 2016 verfolgten 3,45 Millionen Zuschauer. Im Anschluss an den Film feierte die neue Disney-Channel-Serie Bizaardvark ihre Premiere. Die DVD-Veröffentlichung in den USA fand am 28. Juni 2016 statt.
In Deutschland wurde der Film am 24. Juli 2016 auf Disney Cinemagic ausgestrahlt. Im Free-TV wurde der Film erstmals am 17. September 2017 auf ProSieben gezeigt. Eine DVD-Auswertung fand bisher noch nicht statt.